# Yarim Tepe
Yarim Tepe és un jaciment arqueològic situat a la vall de Sinjar, a uns 7 km al sud-oest de la ciutat de Tal Afar, al nord de l'Iraq. Es tracta d'un assentament agrícola primerenc amb una cronologia que arriba als 8000 anys d'antiguitat. El lloc consta de diversos turons que mostren el desenvolupament de la cultura Hassuna, i després de les cultures Halaf i Ubaid.
L'assentament va ser excavat entre 1969 i 1976, i més tard per l'expedició arqueològica soviètica sota el lideratge de Rauf Munchaev i Nikolai Merpert.

## Excavacions a Yarim Tepe

### Yarim Tepe I
El turó conegut com Yarim Tepe I pertany a la cultura Hassuna. El nucli central, de forma ovalada, fa 80 metres de llarg i 30 d'amplada. Alguns objectes trobats aquí recorden els de Tureng Tepe a l'Iran.
Hi ha 13 capes d'ocupació, que reflecteixen les principals etapes d'aquesta cultura. Els nivells arqueològics tenen 6,5 m de profunditat. Hi ha més de 1500 forns rectangulars i forns de ceràmica utilitzats per a cuinar. Aquí s'hi va trobar el primer forn conegut, datat cap al 6000 aC.
El poble tenia patis i carrerons amb edificis rectangulars fets de tàpia. També hi havia graners públics. S'hi van trobar enterraments de nens dins d'embarcacions, així com diversos estris de pedra, com ara trituradores i serres.
Les troballes també inclouen gerros de ceràmica, figuretes femenines de fang i altres articles.
També s'hi van trobar articles metàl·lics, com una polsera de plom, comptes de coure, així com mineral de coure, el que representa la presència d'una de les metal·lúrgies més antigues de Mesopotàmia.
També s'hi van trobar ossos de boví.

### Yarim Tepe II
Yarim Tepe II és un assentament de la cultura halafiana, pertanyent al V mil·lenni aC. Es troba a 250 m a l'oest de Yarim Tepe I, i està parcialment erosionat pel proper rierol Joubara Diariasi. Gairebé tots els habitatges són petites cases de maó de fang d'una sola habitació.
La potència arqueològica és de 7 m de profunditat, i consta de deu horitzons estructurals. S'hi van trobar ossos tant d'animals domèstics com de salvatges, entre ells ossos d'ovelles, bous, cabres i porcs.

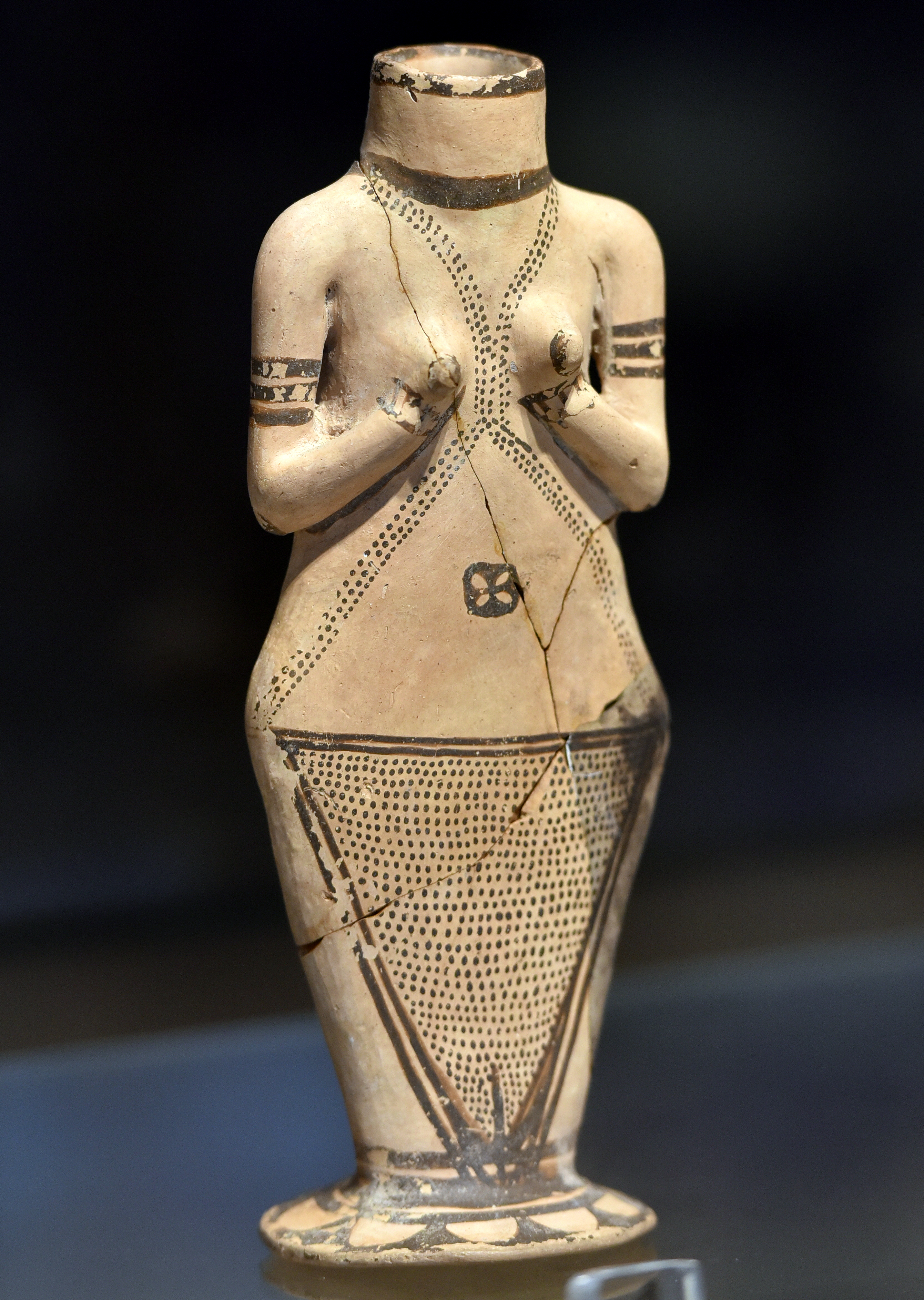
Estatueta d'un nu femení trobada a Yarim Tepe. Període Ubaid, 5000-4000 aC. Museu de l'Iraq.

Entre altres obres ceràmiques s'hi van trobar recipients de ceràmica amb forma d'elefant i de dona. Alguns recipients de ceràmica tenen imatges de peixos, ocells, gaseles i altres animals.
També s'hi van descobrir alguns penjolls de segell, inclòs un segell de coure molt antic.
Les cremacions i els enterraments de calaveres formaven part dels costums d'enterrament d'aquesta comunitat.

### Yarim Tepe III
Yarim Tepe III es troba just al costat de Yarim Tepe II. El turó fa 10 m d'alçada. La ceràmica trobada és típica del nord de la cultura d'Ubaid i Halaf. Va ser excavat el 1978 i 1979.
Almenys hi ha tres nivells d'edificis ubaidians per sobre de diversos nivells halafians. Els nivells superiors dels dipòsits culturals de Halaf són anàlegs als nivells d'Arpachiyah TT-6 a TT-8, i els nivells de Tepe Gaura XVIII-XX. També s'hi han trobat tres penjolls de segell de pedra.

## Metal·lúrgia
El metall ja era força habitual a Yarim Tepe. S'hi van trobar fins a 21 exemples de coure o mineral de coure treballat als nivells inferiors de l'assentament. Encara més notable és l'ús més antic documentat del plom:
"Les primeres troballes de plom (Pb) a l'antic Pròxim Orient són un braçalet del 6è mil·lenni aC de Yarim Tepe al nord de l'Iraq i una peça de plom cònica lleugerament posterior del període Halaf Arpachiyah, a prop de Mossul. Com que el plom natiu és extremadament rar, aquests artefactes plantegen la possibilitat que la fosa de plom hagi començat fins i tot abans de la fosa del coure".